# Nicola Murru
Nicola Murru (ur. 16 grudnia 1994 w Cagliari) – włoski piłkarz występujący na pozycji obrońcy we włoskim klubie Sampdoria. Wychowanek Cagliari, w trakcie swojej kariery grał także w Torino. Młodzieżowy reprezentant Włoch.